# Tripeltest
De tripeltest (ook triple-test of serumscreening) is een vorm van kansbepalend prenataal onderzoek. Bij de test wordt bloedserum van de moeder afgenomen. Op basis van de concentratie van drie stoffen uit dit serum wordt de kans op een kind met het syndroom van Down of een neuralebuisdefect (open rug) berekend. De test kan worden uitgevoerd vanaf week 15.
De tripeltest is een kansbepalende test en geeft geen zekerheid. Wanneer een verhoogde kans wordt geconstateerd, dan zal vruchtwaterpunctie uitsluitsel moeten bieden. Bij de berekening van de kans op het syndroom van Down wordt ook nog de leeftijd van de moeder betrokken. De tripeltest was in België en Nederland het meest gebruikelijk, maar is de afgelopen jaren ingehaald door de eerstetrimestercombinatietest.

## Stoffen
De tripeltest is zo genoemd omdat er drie stoffen uit het bloedserum gebruikt worden. De volgende stoffen in het bloed van de moeder worden gemeten:
- Alfafoetoproteïne. Een hogere dan gemiddelde concentratie betekent een verhoogde kans op een neuralebuisdefect, een lagere dan gemiddelde concentratie betekent een verhoogde kans op het syndroom van Down
- Bèta-humaan choriongonadotrofine (hCG). Een hogere concentratie betekent een verhoogde kans op het syndroom van Down
- Oestriol. Een lagere concentratie duidt op een verhoogde kans op het syndroom van Down

Varianten op deze tripeltest zijn de quadrupeltest op basis van vier stoffen, die pas later in de zwangerschap uitgevoerd kan worden. De dubbeltest is gebaseerd op twee stoffen die juist vroeg in de zwangerschap (vanaf 8 weken) voorkomen. 